# Mihail Sebastian
Mihail Sebastian (nume real: Iosif Mendel Hechter, alt pseudonim: Victor Mincu; n. 18 octombrie 1907, Brăila⁠(d), Brăila, România – d. 29 mai 1945, București, România) a fost un om de litere român, de origine evreu, care a scris romane, dramaturgie și critică literară. A fost de asemenea activ ca publicist, ținând printre altele și cronică muzicală.
Mihail Sebastian a fost unul dintre cei mai importanți discipoli ai filosofului Nae Ionescu. Un scandal fulminant în epoca interbelică l-a cauzat prefața antisemită a lui Ionescu la romanul De două mii de ani, prefață pe care Sebastian a publicat-o intactă. Deriva înspre extremismul de dreapta a generației sale și circumstanțele politice din timpul celui de-al Doilea Război Mondial l-au îndepărtat de maestrul său și de foștii săi prieteni. În această perioadă a ținut jurnal.
După moartea lui subită, posteritatea i-a fost asigurată în principal de piesele de teatru, până în 1996, când jurnalul său, care rămăsese peste 60 de ani inedit, a fost tipărit pentru prima dată. Cartea a suscitat controverse aprinse în societatea românească, fiind contrară imaginii idealizante a elitei intelectuale interbelice.

## Biografie
Născut cu numele de Iosif Hechter într-o familie evreiască din Brăila, Mihail Sebastian face studii universitare de drept și filozofie la București. Are o tentativă de a-și da doctoratul în drept la Paris, soldată cu un eșec. Lucrează apoi ca secretar la o importantă casă de avocatură din epocă, fiind și avocat pledant. Descoperit de Nae Ionescu, președintele comisiei sale de bacalaureat, a fost invitat de acesta să colaboreze la revista Cuvântul, unde îl cunoaște pe Mircea Eliade, unul din viitorii săi prieteni. Prin legislația antisemită de la începutul anilor '40, i s-a interzis să mai funcționeze ca jurnalist și i se retrage și licența de avocat pledant. Reprezentarea pieselor sale a fost interzisă din cauza faptului că era evreu. Piesa Jocul de-a vacanța este interzisă, iar pentru a putea reprezenta piesa Steaua fără nume a folosit un al doilea pseudonim, Victor Mincu. Piesa Ultima oră s-a jucat după moartea lui Sebastian, la Teatrul Național București, sub direcția lui Zaharia Stancu.
Moare în plină tinerețe creatoare, lovit de un camion în 1945, la numai câteva luni după lovitura de stat de la 23 august 1944.

## Cariera literară
A debutat în literatură în 1932 cu un volum foarte scurt, Fragmente dintr-un carnet găsit, apoi în același an a publicat un volum de nuvele, Femei. A publicat mai multe romane, Orașul cu salcâmi (1935) (roman al adolescenței), Accidentul (1940) (roman de dragoste), influențate de Marcel Proust, Gustave Flaubert și de alți romancieri francezi. În anul 1934 publică un alt roman, De două mii de ani, de această dată despre ce înseamnă să fii evreu în România. Cartea a căpătat o celebritate nedorită, mai ales în urma prefeței semnată de magistrul lui Sebastian și al generației Criterioniste, profesorul Nae Ionescu. Textul lui Nae Ionescu încerca să fundamenteze antisemitismul din perspectivă teologală, conchizând că evreii nu au nici o putință de salvare întrucât sunt evrei. La scurt timp va publica și Cum am devenit huligan, în care adună articolele apărute în presă, care reprezintă un dosar al receptării operei sale. Procedeul foarte modern îl reia pe cel folosit de romancierul André Gide în romanul Falsificatorii de bani (Les Faux Monnayeurs).
Sebastian se impune în literatura română ca dramaturg cu piesele de teatru Steaua fără nume, Jocul de-a vacanța, Ultima oră. Piesa Insula a rămas neîncheiată. 
Manuscrisul inițial al romanului Accidentul, cuprinzând cinci capitole, i-a fost furat lui Mihail Sebastian în Franța, iar autorul nu l-a mai găsit. A fost nevoit să-l rescrie de la zero. 
Fenomenul receptării lui Sebastian a fost unul dintre cele mai spectaculoase, atât în timpul vieții scriitorului, cât și în posteritate. Scandalul generat de prefața lui Nae Ionescu la volumul „De două mii de ani” (1934) a făcut ca autorul, discret plasat până atunci pe scena literară, unde se impusese mai ales prin foiletoane critice, să ajungă brusc în centrul atenției. Capriciile istoriei nu l-au putut împiedica pe Sebastian să aibă succes și ca dramaturg, încă din timpul vieții. După moartea sa prematură în 1945, la nici 38 de ani, el rămâne în atenția publicului mai ales ca autor de teatru. Piesele i se joacă din când în când, dar tinerii îl ignoră. Atât criticul cât și romancierul din el intră în umbră pentru o jumătate de secol, până când, în 1996 (anul publicării Jurnalului său din perioada 1935-1944), se redeșteaptă interesul cititorilor pentru tot ce a scris Mihail Sebastian. Piesele sale Steaua fără nume, Ultima oră și Jocul de-a vacanța au fost chiar ecranizate, prima dintre ele transformându-se într-o coproducție româno-franceză (Mona, l'étoile sans nom  [Mona, steaua fără nume]- 1967), în care rolul principal feminin a fost interpretat de Marina Vlady.

## Jurnalul intim
Jurnalul său intim, ținut în anii unei sălbatice resurecții a antisemitismului, adică în perioada 1935-1944, a fost publicat postum, abia în 1996. Originalul a fost scos din țară prin curier diplomatic de fratele său mai mic, Andrei Benu Sebastian, și a ajuns la Ierusalim. În prezent originalul se găsește la Universitatea din Ierusalim, frații săi aflându-se în posesia unor copii fotografice. Harry From, regizor evreu din Romania care a trăit în SUA, a creat Fundația „Mihail Sebastian”. După mulți ani de insistență, a obținut cele 9 caiete de la familia lui Sebastian ( respectiv dna Beatrice Sebastian, văduva fratelui scriitorului, Beno) și a încheiat un contract între familie și Editura Humanitas. Leon Volovici, istoric și critic literar israelian originar din România, a prefațat ediția publicată la Editura Humanitas, cartea fiind un document de mare valoare istorică care documentează între altele, antisemitismul societății românești în anii războiului (care a dus la masacrarea a între 280.000 și 380.000 evrei cetățeni ai României și ai Ucrainei). Între timp, Jurnalul a fost publicat și în Franța, SUA, Țările de Jos, Cehia și de curând și în Germania și Suedia. Opera sa este pe cale de a fi (re)descoperită atât în țară cât și în străinătate. 2007 fiind anul centenarului nașterii lui Mihail Sebastian, în țara sa și în străinătate au fost publicate noi studii despre scriitor și creația sa.
În Germania, Jurnalul a fost publicat sub numele Voller Entsetzen, aber nicht verzweifelt / Tagebücher 1935-1944 (Îngrozit, dar nu disperat/ Jurnal) și a apărut în editura Claassen Verlag, Berlin 2005. Pentru acest Jurnal, foarte recent, la 20 noiembrie 2006, lui Mihail Sebastian i s-a conferit postum la München importantul premiu de carte „Geschwister Scholl” pe anul 2006, premiu ce este conferit în fiecare an începând din 1985 de către Börsenverein des Deutschen Buchhandels (Asociația germană a librarilor). Premiul de 10.000 de euro a intrat în posesia celor două nepoate de frate ale scriitorului, Michelle și Dominique Hechter, care locuiesc în Franța și în Israel.

Mormântul său din Cimitirul Filantropia din București

## Posibile opțiuni antidemocratice
Un recent studiu al Martei Petreu, intitulat Diavolul și ucenicul său: Nae Ionescu - Mihail Sebastian, e susceptibil să modifice percepția asupra figurii morale a lui Sebastian în epocă.
Sumarizat, cartea afirmă existența unui Sebastian până astăzi necunoscut, care, în prima sa tinerețe, mai exact în vremea colaborării la Cuvântul lui Nae Ionescu, ar fi avut clare simpatii de extremă dreapta și o orientare radical contrară celei cunoscute până acum de public din Jurnalul său.
Alături de mentorul său Nae Ionescu, afirmă autoarea, Sebastian a început prin a fi, în anii 1927-33, antidemocrat, antieuropean, împotriva parlamentarismului, adept al dictaturii, susținător al Anschluss-ului, profascist și admirator declarat al lui Mussolini. Citatele - masive - din numeroase articole semnate de Sebastian în presa vremii par să confirme afirmațiile. Dacă nu e foarte explicit că atitudinea „antiliberală” a lui Sebastian privea sistemul democrației liberale ca atare sau doar partidele omonime ale vremii, ori că admirația pentru „primul” Mussolini, pe atunci personaj mai degrabă de stânga, ar putea fi considerată „fascistă” în sensul pe care-l cuprinde astăzi cuvântul, cartea Martei Petreu repune totuși în discuție, cu sobrietate, argumente și documentație densă, rolul și raportarea lui Mihail Sebastian la epocă, într-o perioadă din trecutul acestuia care rămăsese în general necunoscută.
Studiul a provocat o surpriză redutabilă, reacțiile de uimire și dezamăgire în legătură cu Sebastian alternând cu protestele împotriva autoarei. Până acum, articolele polemice care au urmat în presa culturală (Dilema, Observator cultural, România literară, Cultura etc.) nu par a viza foarte limpede fondul sau teza centrală a cărții, ele reproșând totuși concluziile prea aspre, unele erori de apreciere și tonul general părtinitor.
Astfel, comparând unele pasaje citate de Marta Petreu și textul publicistic semnat de Mihail Sebastian, criticul literar Daniel Cristea-Enache observă că autoarea „a sărit peste pasajele, numeroase, care îi infirmă net teza «extremismului»; le-a rezumat pe altele într-un mod convenabil; și-a reluat cu insistență aceleași câteva fraze bine decupate de restul, pentru a obține un efect reprobator extins asupra întregii gazetării politice a lui Sebastian”, trăgând concluzia: „Cartea ei, cu premise false, analize improprii, rezumate tendențioase și răstălmăciri în toată regula, intră în speța malpraxisului critic” (vezi Idei în dialog, nr. 9/septembrie 2009, nr. 10/octombrie 2009). În pasaje numeroase apărute în revista Tribuna (nr. 171/octombrie - 175/decembrie 2009), se reface cercetarea asupra textelor publicate de Mihail Sebastian în perioada interbelică și e subliniată orientarea democratică, antitotalitară a tânărului evreu. În concluzia sa, Laszlo Alexandru susține că „monografia Martei Petreu despre activitatea interbelică de ziarist a lui Mihail Sebastian reprezintă unul dintre cele mai scandaloase abuzuri din cercetarea literară română contemporană. Un gest descalificant profesional și incalificabil moral”.
Alte luări de poziție critice au apreciat volumul, insistând asupra seriozității cercetării. Textele, consultabile, există și ele au fost scrise de Mihail Sebastian, dificultatea trecerii peste textele autorului însuși fiind de la sine evidentă. Ca distincție formală, reacțiile contra cărții au aparținut în general criticilor literari, iar cele pro, unor gânditori, eseiști, filozofi și antropologi familiarizați cu istoria ideilor politice (V. Tismăneanu, Andrei Cornea ș.a.). 
Volumul a fost distins cu premiul „Cartea Anului 2009”, acordat de Asociația Revistelor, Imprimeriilor și Editurilor Literare (ARIEL) în 27 ianuarie 2010.

## Opere publicate

### Proză
- Fragmente dintr-un carnet găsit (1932)
- Femei, roman, [1933?]
- Orașul cu salcâmi (1935), roman; tradus în engleză de Gabi Reigh cu titlul The Town with Acacia Trees.
- ''Accidentul (1940), roman. A fost reeditat la Editura EST-Samuel Tastet Editeur, in 2001
- De două mii de ani (1946)
- Cum am devenit huligan: texte, fapte, oameni, 1935

### Traduceri
Căpitan Conan: roman de Rogel Vercel [1935]

### Piese de teatru
- Jocul de-a vacanța (1939)
- Steaua fără nume (1942)
- Ultima oră
- Insula - text neterminat, a scris doar primele două acte, cel de-al treilea fiind completat de prietenul său Mircea Ștefănescu. Piesa a avut premiera în 17 septembrie 1947, la Teatrul Municipal, în regia lui Mircea Șeptilici.[12]

### Jurnal intim
- Jurnal, 1935-1944, Text îngrijit de Gabriela Omăt. Prefață și note de Leon Volovici, București, Editura Humanitas, 1996;

### Publicistică
- Corespondența lui Marcel Proust (1939)
- Cronici. eseuri. Memorial, ediție de Cornelia Ștefănescu, Editura Minerva, 1972
- Opere, vol. I, ediție de Cornelia Ștefănescu, Editura Minerva, 1990
- Jurnal de epocă. Publicistică
- Jurnal indirect, 2006, ediție de Teșu Solomovici